# Тирниауз
Тирниауз (на руски: Тырныауз, на карачаево-балкарски: Тырныаууз, на кабардино-черкезки: Тырныауз) е град в Русия, административен център на Елбруски район, Кабардино-Балкария. Според официални оценки към 1 януари 2021 г. населението на града е 20 661 души.

## География
Градът е разположен в югозападната част на републиката, на двата бряга на река Баксан, на 90 км югозападно от град Налчик и на 40 км североизточно от връх Елбрус. През Тирниауз, по долината на река Баксан, минава магистралата Баксан-Елбрус, водеща до подножието на връх Елбрус. Наблизо тече едноименната река Тирниауз.

## История
Възниква като село Герхожан през 1934 г. при откриването на Тирняузското находище на волфрам-молибден.
През 1937 г. започва изграждането на първите заводи в горното течение на Баксанското дефиле. През същата година село Герхожан е преименувано на Нижни Баксан, работническо селище от градски тип.
С указ на Президиума на Върховния съвет на РСФСР от 10 юни 1955 г. работническото селище Тирни-Ауз в Елбруски район, Кабардинска АССР е преобразувано в град с регионално подчинение и получава името Тирниауз. През 1963 г. градът получава статут на град на републиканско (АССР) подчинение.
През 1958 г., когато село Горен Баксан се възстановява, то е включено в състава на град Тирниауз. През 1995 г., с образуването на Елбруски район, село Горен Баксан е отделено от състава на Тирниауз и е превърнато в самостоятелно селско селище.
През 1994 г. Тирниауз се преобразува в град с регионално подчинение и превърнат в административен център на новосформирания Елбруски район.
С разпадането на СССР и затварянето на завода за молибден броят на жителите започва бързо да намалява и градът губи една трета от населението си, сравнено в периода между преброяванията от 1989 до 2002 г. Поредица от наводнения и свлачища през 2000 г. също допринасят за бързото намаляване на населението на града.
Населението на града продължава бавно да намалява. Правят се опити за възстановяване на волфрамо-молибденовия завод, за да се върне предишното значение на града.

## Население

### Етнически състав
Преброяване на населението през 2010 г.
Численост и дял на етническите групи според преброяването на населението през 2010 г.:
|            | Численост | Дял (в %) |
| Общо       | 21 000    | 100,00    |
| Балкарци   | 10 941    | 52,10     |
| Руснаци    | 4 861     | 23,14     |
| Кабардинци | 3 175     | 15,11     |
| Татари     | 329       | 1,56      |
| Лезгинци   | 213       | 1,01      |
| Украинци   | 212       | 1,01      |
| Други      | 1 264     | 6,00      |

## Здравеопазване
- Районна болница
- Районна поликлиника
- Районна стоматологична поликлиника

## Култура
- Дом на културата
- Районен център на народните занаяти
- Краеведски музей
- Централна библиотечна система
- Стадион „Тотур“, побиращ около 2500 зрители

## Религия
Ислям
- Централна градска джамия

Православие
- Храм „Свети великомъченик Георги Победоносец“